# Velidhoo (Alif Alif atoll)
Velidhoo är en ö i Ariatollen i Maldiverna. Den ligger i den nordvästra delen av landet, 80 km väster om huvudstaden Malé. Den tillhör den administrativa atollen Alif Alif.
På ön finns en turistanläggning, men ingen fastboende befolkning, varför ön officiellt räknas som obebodd.